# لايبزيغ
لايبزيغ أو لِبسِيا أو لَيْبِسِك (لَيبتسِك، Leipzig بالألمانية وتلفظ ‎['laɪ̯ptsɪç]‏) هي  أكبر مدن ولاية ساكسونيا في شرق ألمانيا. مُنحت ليبتسك صفة مدينة في عام 1165. ولقد تعدى سكان المدينة عام 1870 حاجز المائة ألف نسمة، وحصلت حينها على صفة مدينة كبيرة. يبلغ عدد سكان المدينة اليوم حوالي نصف مليون نسمة. ليبسك هي مقر دائرة تحمل نفس الاسم، إحدى تقسيمات ساكسونيا الست الإدارية.
وتقع ليبسك على بعد 150 كيلومترًا جنوب برلين.
تشتهر المدينة بكثرة المعارض المنظمة فيها. تعد إلى جانب فرانكفورت مركز تجاري ومركز لطباعة الكتب مهم على مدى التاريخ. بها أحد أقدم الجامعات الألمانية والعديد من الكليات والمعاهد العليا. ليبسك هي مركز لمنطقة ليبسك-هاله الصناعية وتعد أحد أهم المناطق الصناعية والتجارية في شرق ألمانيا.
لعبت ليبسك دورًا مهمًا في سقوط الشيوعية في أوروبا الشرقية من خلال الأحداث التي حدثت حول كنيسة سانت نيكولاس.
في عام 2010 صنفت ليبسك كواحدة من أكثر 70 مدينة صالحة للعيش في العالم، وصنفتها نيويورك تايمز كواحدة من 10 مدن ينصح بزيارتها.

## التسمية
ليبسك كلمة مشتقة من الكلمة السلافية Lipsk والتي تعني «المستعمرة التي توجد فيها أشجار الزيزفون».

## التاريخ
يعود ذكر تاريخ المدينة إلى العام 1015، تم منحها صفة المدينة عام 1165. عرفت ليبسك على مر الزمن بأنها مركز تجاري. يرجع تاريخ معرض ليبسك للتجارة إلى العصور الوسطى، اليوم هو أحد أشهر معارض ألمانيا، خاصة فيما يتعلق بالتجارة مع دول أوروبا الشرقية.

## الثقافة والتعليم والرياضة
خسرت هامبورغ الترشيح الألماني الداخلي كمدينة منظمة لللألعاب الأوليميبية الصيفية عام 2012 أمام منافستها مدينة ليبسك، التي بدورها خرجت بشكل مبكر من المنافسة أمام المدن الأخرى التي رشحت نفسها رسميا مثل لندن وباريس وموسكو ومدريد ونيويورك.
توجد في ليبسك واحدة من أقدم الجامعات الأوروبية وهي جامعة ليبسك وفيها ما يقارب 30000 طالب.

## أعلام المدينة
- يوهان سيباستيان باخ والذي عاش في المدينة منذ عام 1723 حتى وفاته ودفن في كنيسة القديس توماس.

- غوتفريد لايبنتس (1646 - 1716) وهو عالم رياضيات وفيزيائي عرف بقدرتهِ في اكتساب موسوعي في العلوم والتخصص فيها، حيث كان ملما و عالما بكثير من العلوم رغم اختلافها الجذري.

يوهان فولفغانغ فون غوته